# Matlosana
Matlosana (officieel City of Matlosana Local Municipality; vroeger: City Council of Klerksdorp) is een gemeente in het Zuid-Afrikaanse district Dr Kenneth Kaunda.
Matlosana ligt in de provincie Noordwest en telt 398.676 inwoners. 
De belangrijkste plaatsen in Matlosana zijn Klerksdorp, Orkney, Kanana, Jouberton, Stilfontein, Khuma, Hartbeesfontein en Tigane.

## Hoofdplaatsen
Het nationaal instituut voor de statistiek, Stats SA, deelt sinds de census 2011 deze gemeente in in 12 zogenaamde hoofdplaatsen (main place):
Dominionville • Doringkruin • Faan Meintjies Nature Reserve • Hartbeestfontein B • Kanana • Khuma • Klerksdorp • Matlosana NU • Orkney • Stilfontein • Tigane • Umzimhle.